# Astragalus smithianus
Astragalus smithianus är en ärtväxtart som beskrevs av E.Peter. Astragalus smithianus ingår i släktet vedlar, och familjen ärtväxter. Inga underarter finns listade i Catalogue of Life.